# Franciscus Kopong Kung

Franciscus Kopong Kung, né le 3 août 1950 à Lamika dans la province des Petites îles de la Sonde orientales, est un prélat indonésien, évêque du diocèse de Larantuka en Indonésie depuis 2004. 

## Biographie
Il est ordonné prêtre pour le diocèse de Larantuka le 29 juin 1982. 

## Évêque
Le 2 octobre 2001, le pape Jean-Paul II le nomme Évêque coadjuteur de Larantuka. Il reçoit l'ordination épiscopale le 10 janvier 2002 suivant des mains de Mgr Darius Nggawa.
A la démission de Mgr Darius Nggawa, il devient de plein droit Évêque de Larantuka